# Маріон (Орегон)
Маріон (англ. Marion) — переписна місцевість (CDP) в США, в окрузі Меріон штату Орегон. Населення — 307 осіб (2020).

## Географія
Маріон розташований за координатами 44°45′4″ пн. ш. 122°55′40″ зх. д. / 44.75111° пн. ш. 122.92778° зх. д. (44.751250, -122.927723).  За даними Бюро перепису населення США в 2010 році переписна місцевість мала площу 2,97 км², уся площа — суходіл.

## Демографія
Згідно з переписом 2010 року, у переписній місцевості мешкало 313 осіб у 114 домогосподарствах у складі 86 родин. Густота населення становила 105 осіб/км².  Було 119 помешкань (40/км²).
Расовий склад населення:
| - 92,3 % — білих - 1,0 % — корінних американців - 1,0 % — азіатів - 0,3 % — чорних або афроамериканців - 3,5 % — осіб інших рас |

До двох чи більше рас належало 1,9 %. Частка іспаномовних становила 5,8 % від усіх жителів.
За віковим діапазоном населення розподілялося таким чином: 23,6 % — особи молодші 18 років, 63,0 % — особи у віці 18—64 років, 13,4 % — особи у віці 65 років та старші. Медіана віку мешканця становила 42,2 року. На 100 осіб жіночої статі у переписній місцевості припадало 92,0 чоловіків;  на 100 жінок у віці від 18 років та старших — 94,3 чоловіків також старших 18 років.
Цивільне працевлаштоване населення становило 81 осіб. Основні галузі зайнятості: роздрібна торгівля — 45,7 %, виробництво — 16,0 %, публічна адміністрація — 13,6 %, освіта, охорона здоров'я та соціальна допомога — 12,3 %.